# Palazzo della Provincia (Bari)
 (octobre 2020).
Le palazzo della Provincia est un bâtiment de style éclectique situé dans la ville de Bari en Italie.

## Histoire
Le bâtiment fut conçu par l'ingénieur italien Luigi Baffa (it), à l'époque directeur du service technique local,, pour abriter le siège institutionnel de la province de Bari. Les travaux de construction, commencés en 1932, furent achevés en 1935. Nombreux parmi les meilleurs architectes, artistes et artisans locaux collaborèrent au développement du projet.

## Description
Le palais se situe en bord de mer dans le centre-ville de Bari. 
Le palais présente un style éclectique. Il occupe un terrain en forme de rectangle irrégulier. Son élément distinctif est la tour de l'horloge dont la hauteur, originellement prévue de 48,5 mètres, fut prolongée de 14 mètres.